# رونالد درايتون براون
رونالد درايتون براون (بالإنجليزية: Ronald Drayton Brown)‏ هو كيميائي أسترالي، ولد في 14 أكتوبر 1927، وتوفي في 2 نوفمبر 2008.